# Eunidia nigrovittata
Eunidia nigrovittata là một loài bọ cánh cứng trong họ Cerambycidae.